# Christen Købke
Christen Schjellerup Købke (26. května 1810 Kodaň – 7. února 1848 tamtéž) byl dánský malíř. Je jedním z nejslavnějších malířů „zlatého věku“ dánského malířství.

## Životopis
Christen Købke vyrostl jako jedno z jedenácti dětí pekaře Petera Berendta Købkeho a jeho manželky Cecilie Margrete. V roce 1822, ve věku 12 let, nastoupil na Královskou dánskou akademii umění v Kodani. Zde studoval nejprve u Christiana Augusta Lorentzena a po jeho smrti v roce 1828 u Christoffera Wilhelma Eckersberga. V letech 1838 až 1840 pobýval v Itálii.

## Dílo
Kromě portrétů namaloval Købke řadu krajinomaleb své rodné Kodaně a jejího okolí. V posledních letech svého života tvořil velkoformátové obrazy s italskými motivy.
Købkeho díla visí mj. v Nové glyptotéce Carlsbergu, ve sbírce Heinricha Hirschsprunga v Kodani a ve skotské národní galerii v Edinburghu.

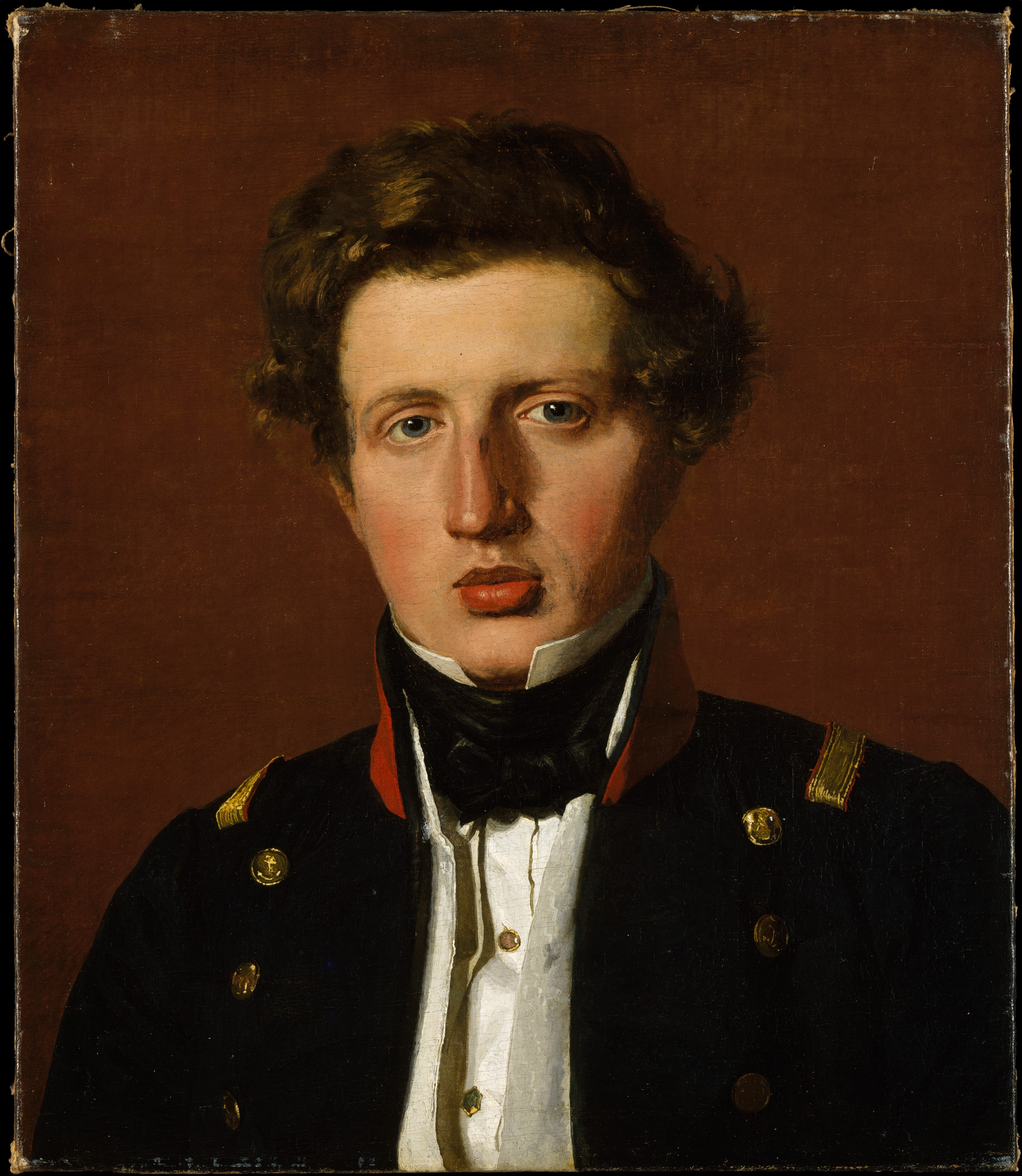
Valdemar Hjartvar Købke (kol. 1838), Metropolitní muzeum umění
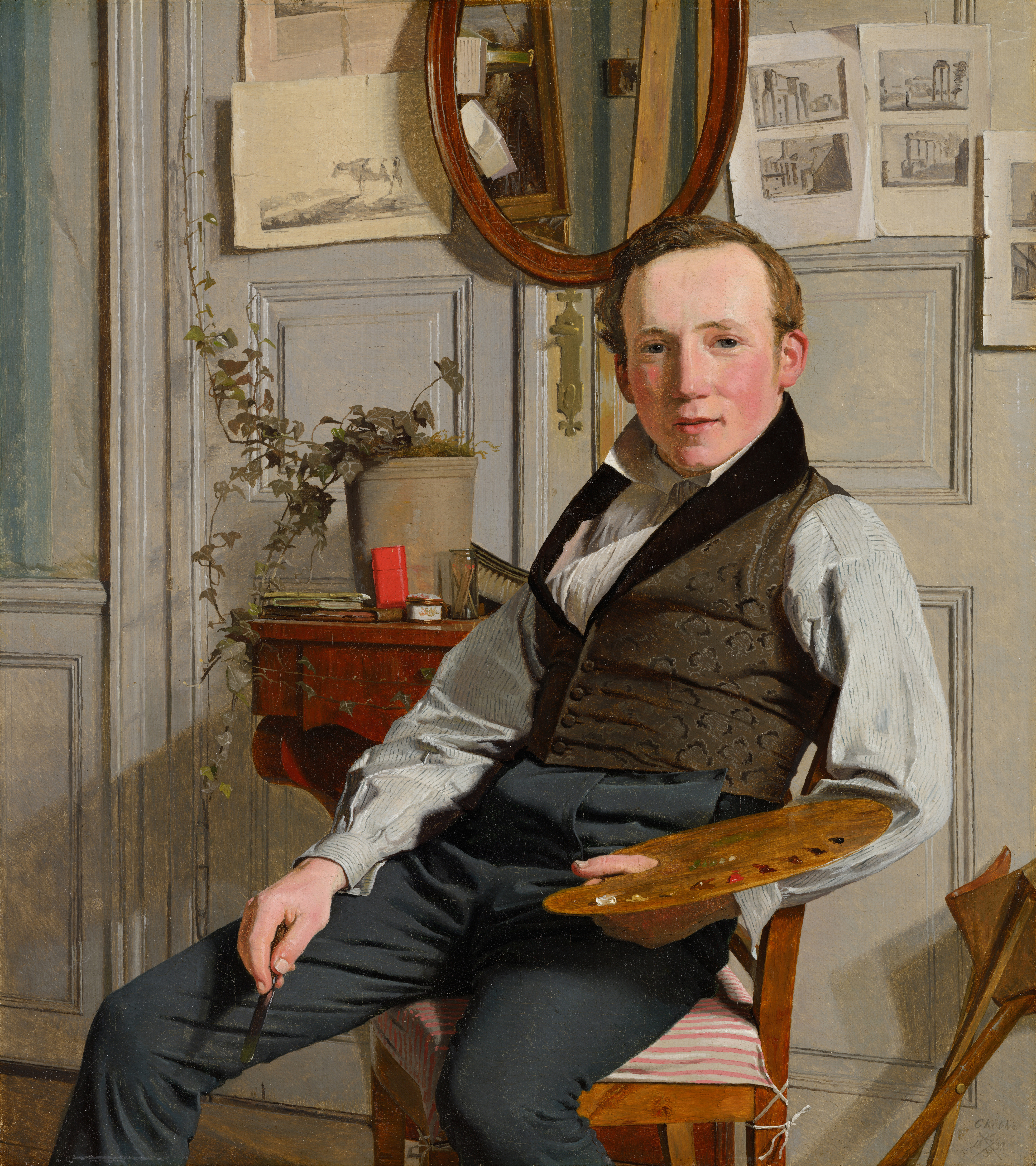
Malíř Frederik Hansen Sødring (1832)
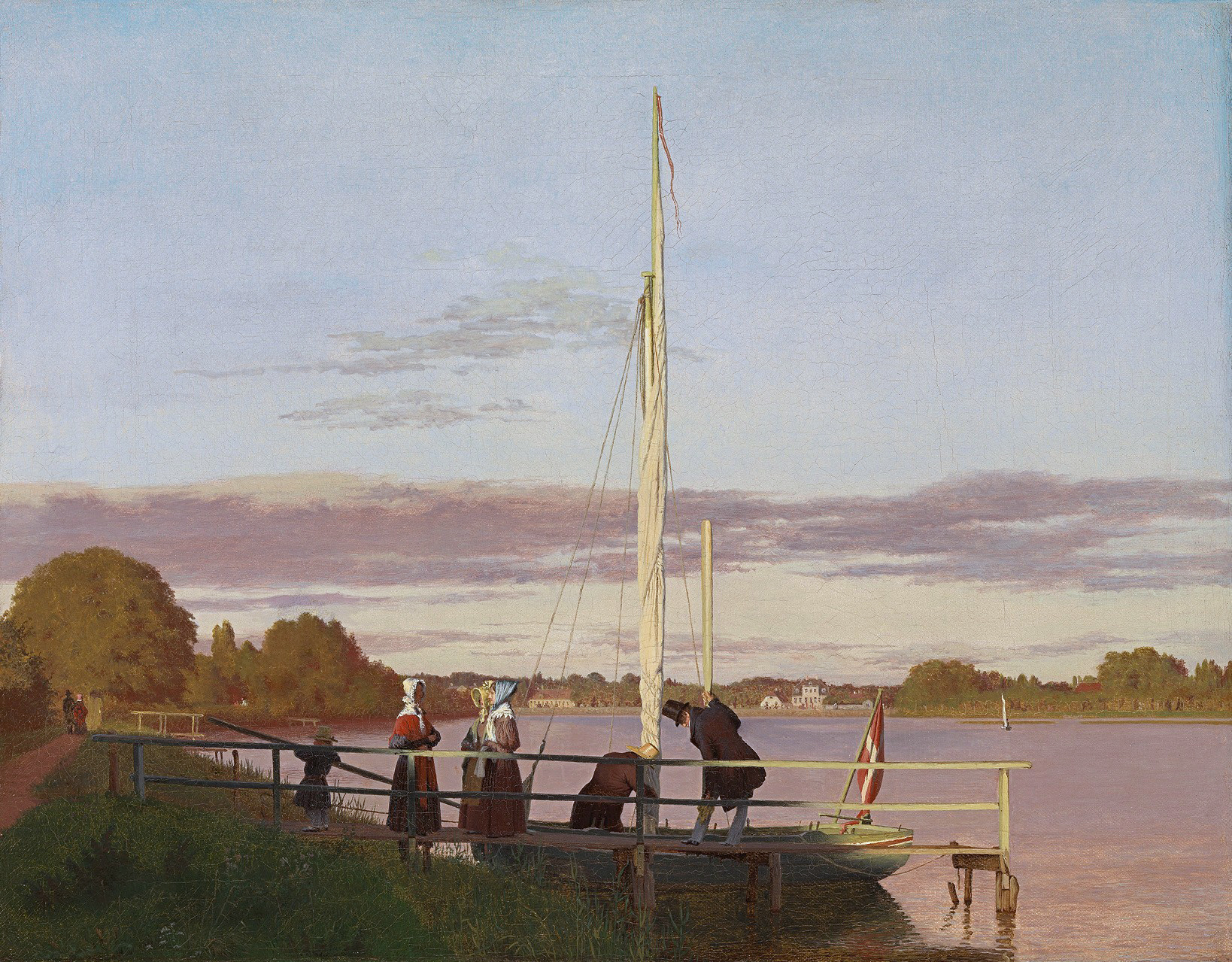
Pohled na Østerbro z Dosseringenu (1838)
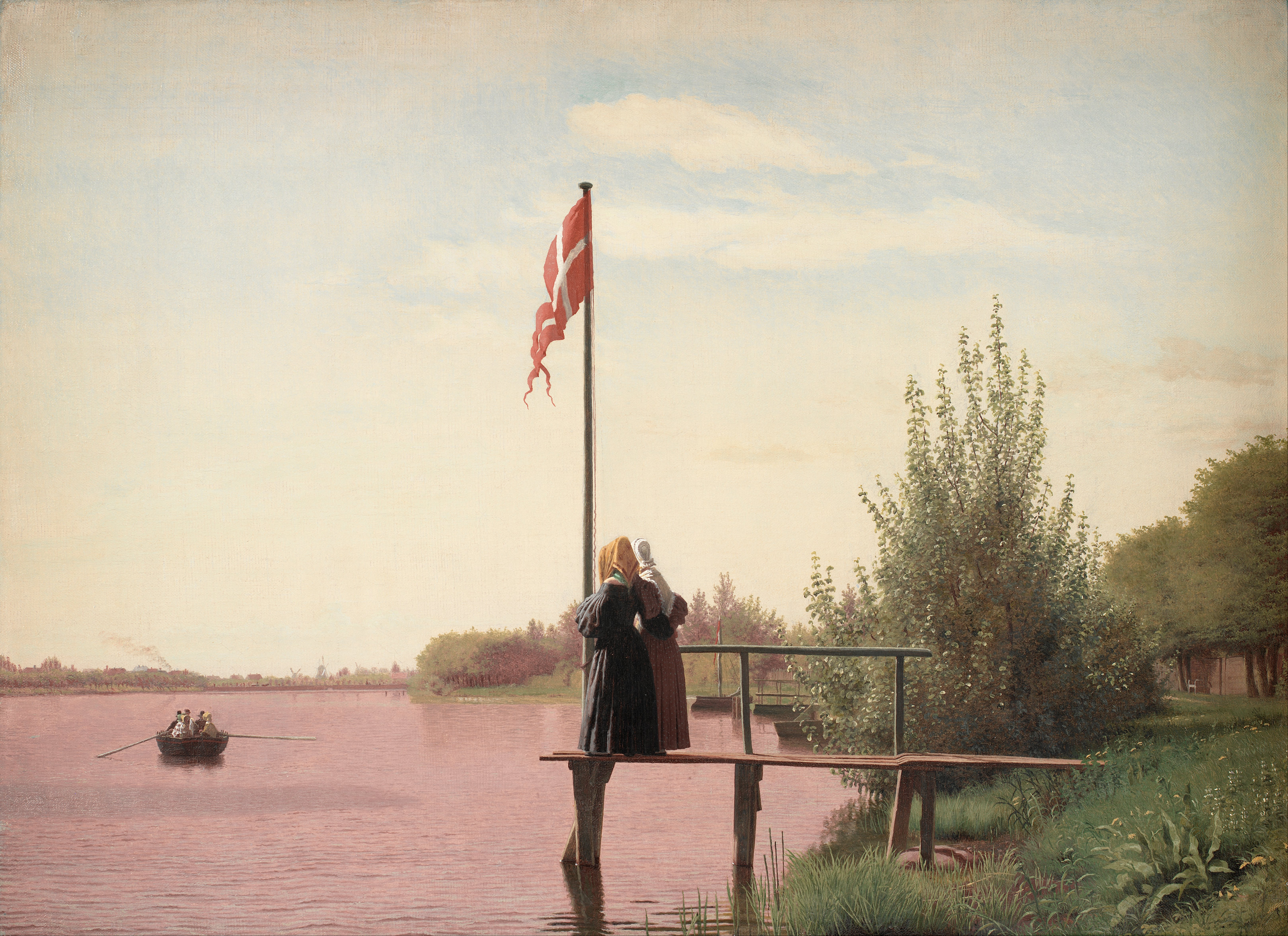
Pohled na Østerbro z Dosseringenu (1838)
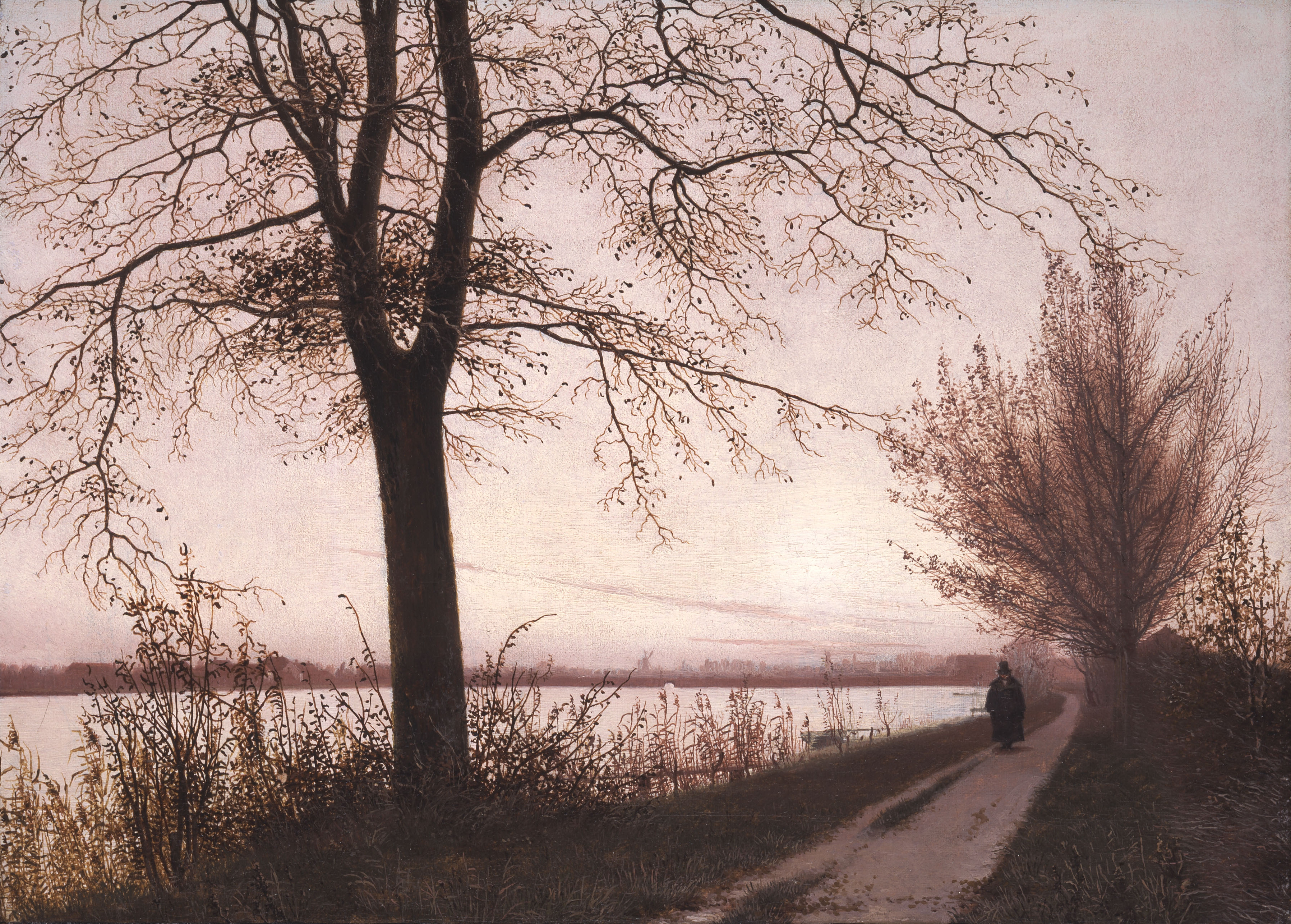
Podzimní jitro na jezeře Sortedam (1838), Ny Carlsberg Glyptotek
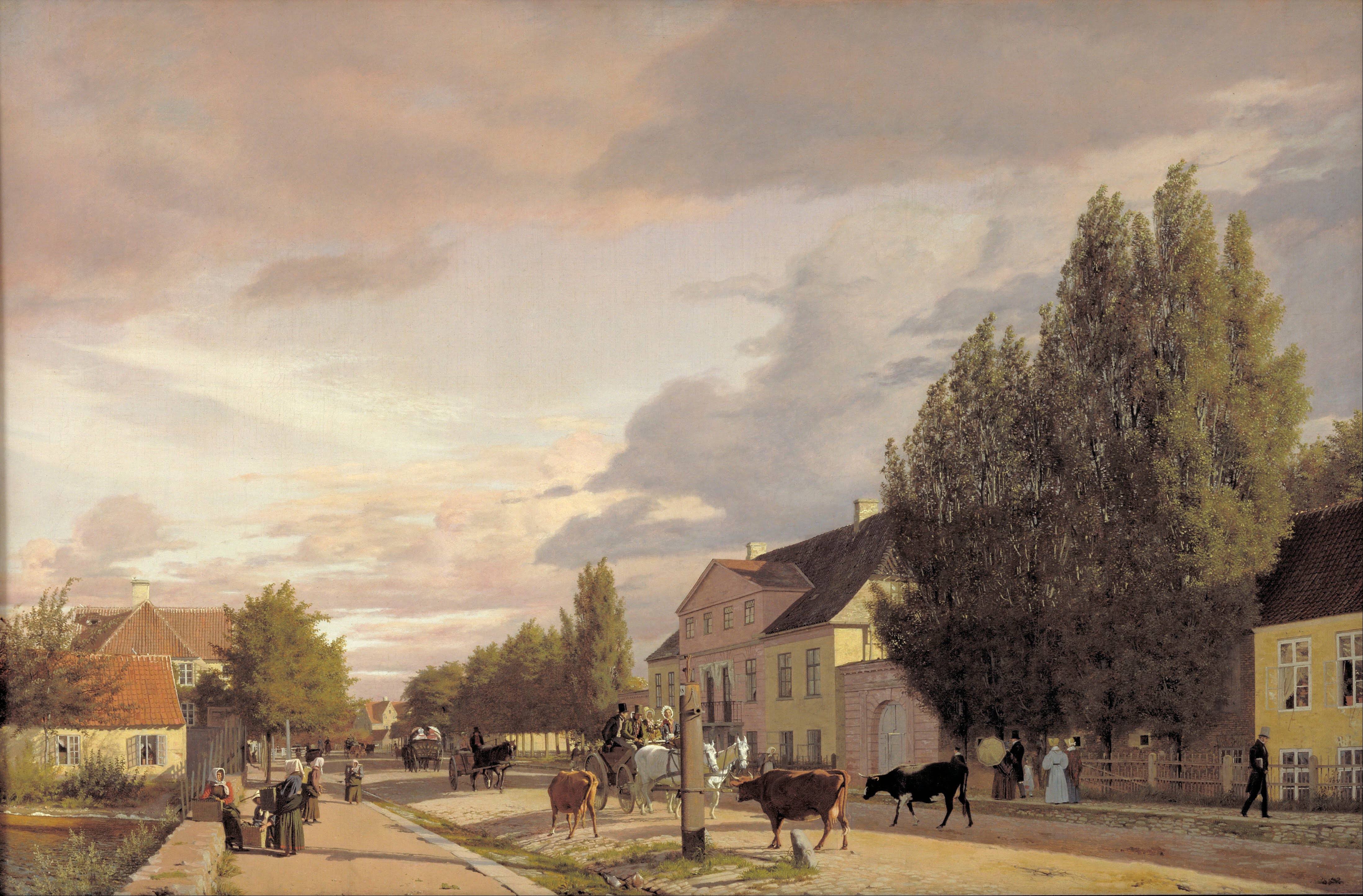
Ulice v Østerbro (1836), Statens Museum for Kunst
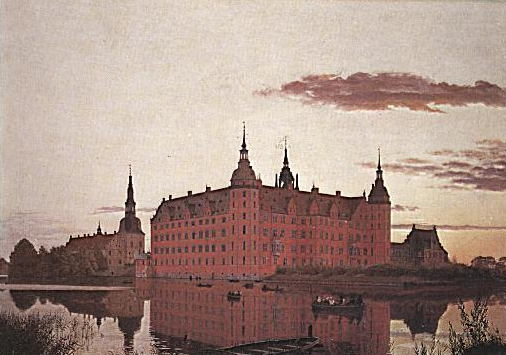
Frederiksborg (1835)
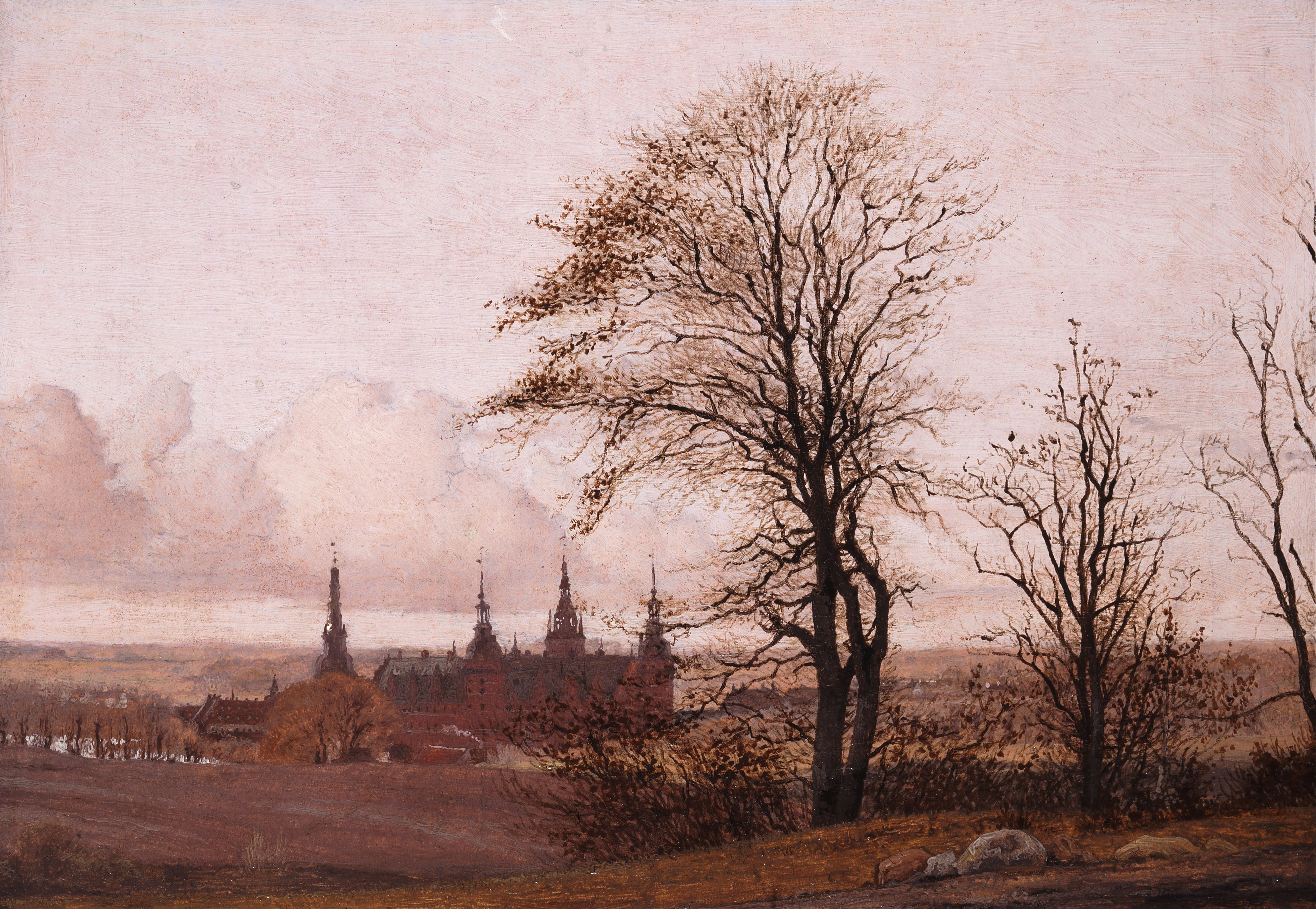
Frederiksborg (1837–38)
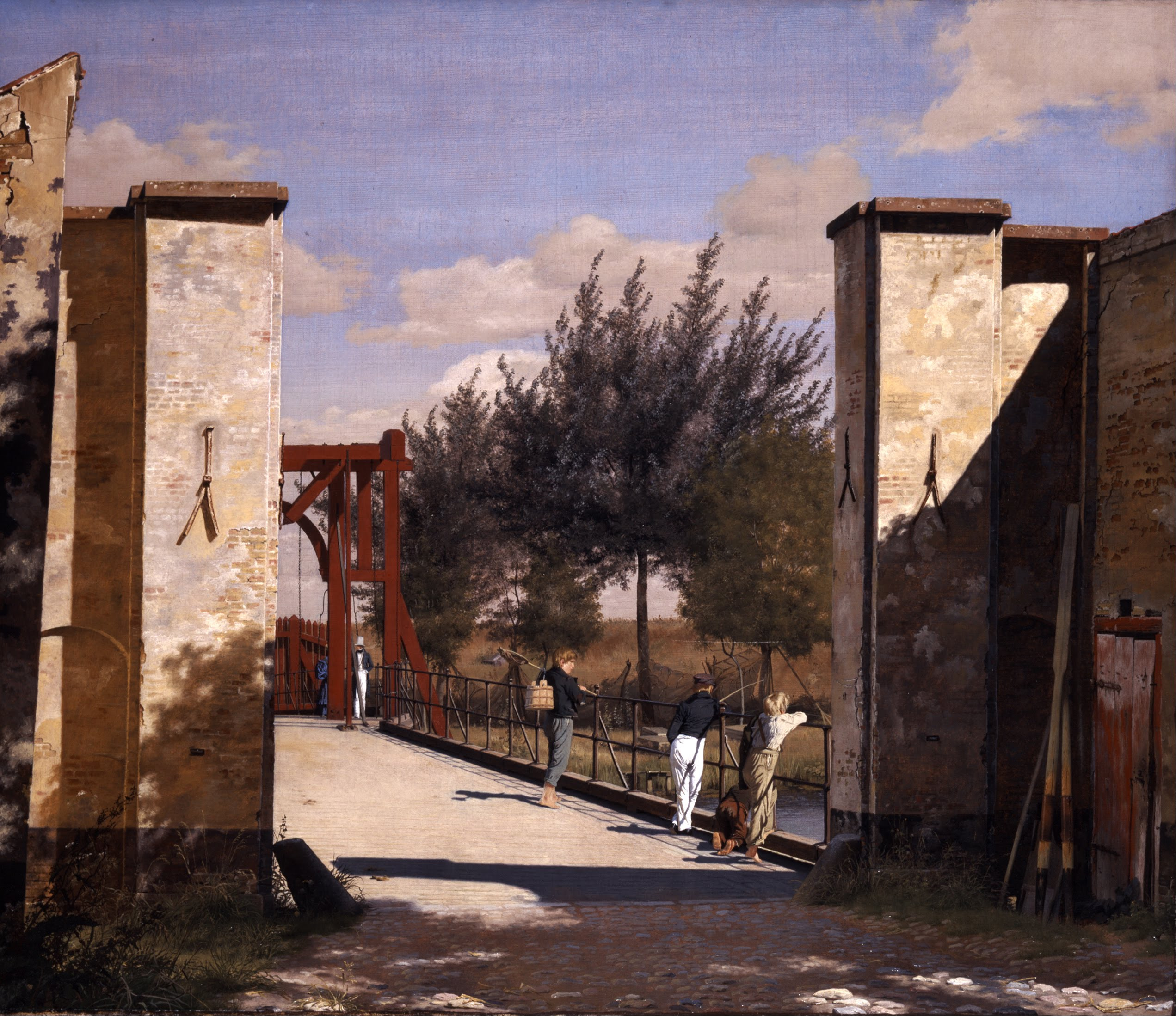
Severní brána citadely (1834)
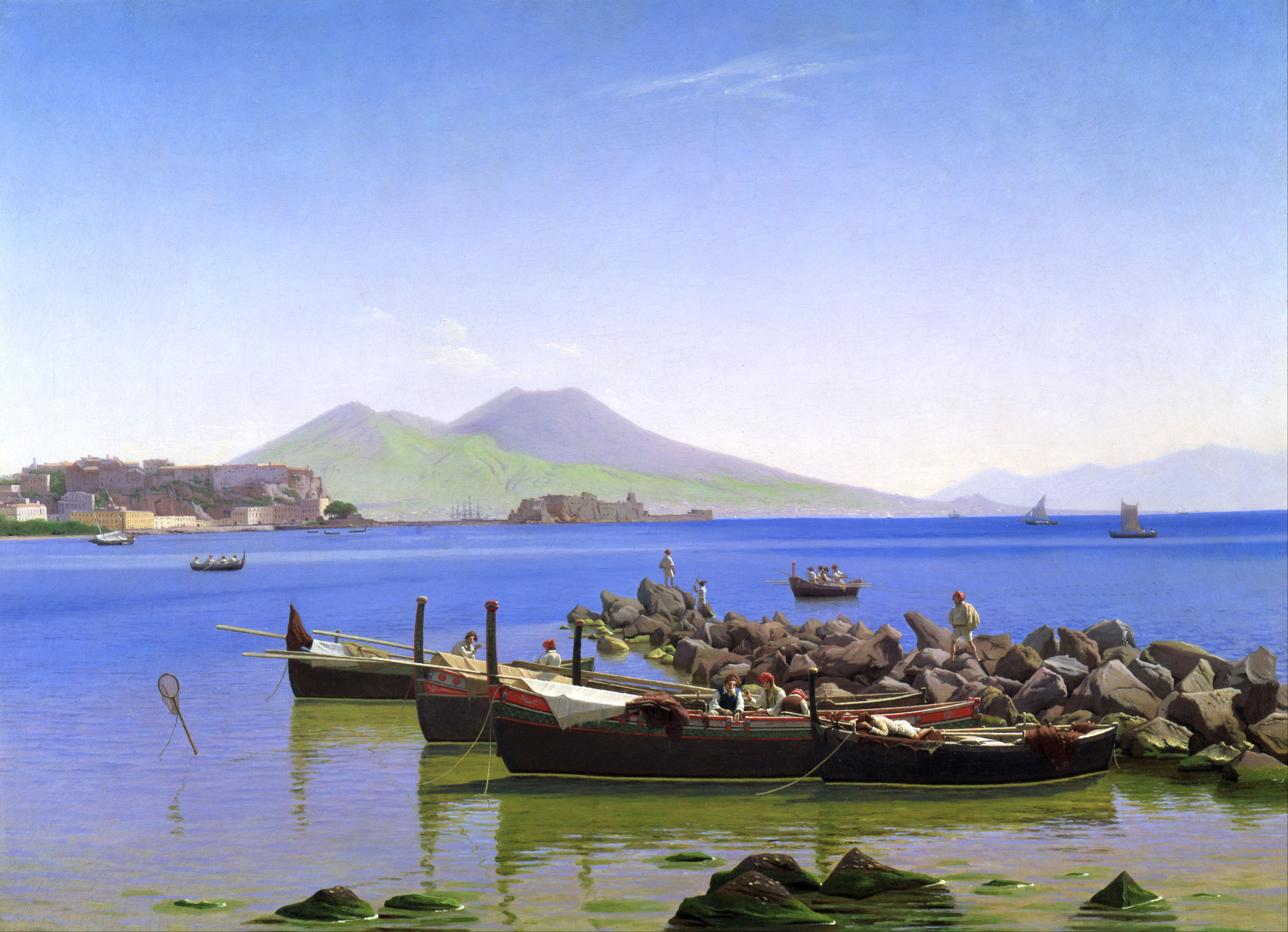
Neapolský záliv (1843)